# 銀月のソルトレージュ
『銀月のソルトレージュ』（ぎんげつのソルトレージュ）は枯野瑛/著、得能正太郎/イラストのライトノベル。富士見ファンタジア文庫（富士見書房）より2006年11月から2008年4月まで刊行された。

## ストーリー
御伽噺に描かれるような騎士と姫の時代は遠く過ぎ去り、銃と蒸気機関が大陸を支配する現代。人々にとって、騎士も姫も剣も魔法も所詮は物語。演劇の舞台の上にしかない、空想の世界のはずだった。
しかしリュカは知ることになる。数百年もの間、世の裏側で繰り広げられてきた「御伽噺の世界」を。御伽噺「ジネット」に隠された、魔法使い達の真実を。
夜の軟泥（ワルプルギス）に犯され、魔法書（グリモア）の化身魔法書の代役（バーント・グリモア）となった不死の魔法使い（レヴナント）たち。学術院都市国家フェルツヴェンに集う彼らの目的は、最強の魔法書「ひとつめの嘘」（ソルトレージュ）。死闘の末に、最強の魔法書を手にするのは果たして──？

## キャラクター
リュカ・エルモント
眼鏡で糸目な少年。剣術の腕はなかなかのもの。
アリスが切った啖呵が原因で、学院の男子生徒たちからアリスを賭けての決闘を挑まれ続ける日々を送っている。
アリスから好意を寄せられており、リュカ自身も少なからず好意を抱いている。しかし、関係が進展する事でアリスを傷つけ、また現在の関係にヒビが入ることを恐れ、明確な答えを出す事を避けている。ある意味優しく、ある意味へタレ。
故郷の村を襲った大火災により一度死亡しているが、魔法書「ひとつめの嘘」の力で“死んだことをなかったことにされた”ため、今日の日まで生き続けている。
ジネット・キセルメル・ハルヴァン
銀の髪と翠の瞳を持つ少女。魔法書「ひとつめの嘘」を探し旅する。見た目は十六歳だが二百年の時を生きる不死者。
容姿端麗、剣の腕は立ち、魔法使いとしても優秀で、料理もできる、
全体的に完璧な人間。
心やさしい一面もあり、無関係な人が死ぬのを黙って見ていられない。
　　　「琥珀の回廊」（イストワール）の魔法書の代役。そして伝説の「ジネット姫」その人。
アリス・マルカーン
リュカに好意を寄せる、癖の強い栗毛の可愛らしい少女。リュカのお隣さん。
「無垢と言うより無知で、素直と言うより単純で、誠実と言うよりは不器用で、けれどもそんなところの全てから目が放せない」とはリュカの弁。
その立ち位置ゆえに、少なからず魔法使いたちの事件に関る事となる。
アルト・プリム・バルゲリアル
喋る骨董人形（またを「怪奇人形」）小さくて可愛らしい少女の姿をしているが、中身は爺なので声も爺。
その正体は、稀代の人形師メディ・マルクの傑作人形を依り代とする老人の意識。簡潔に言うと幽霊。
不死者の一人。「扉なき仮宿」（ピエタテール）の魔法書の代役。
元騎士団長だが、現代に語り継がれる「ジネット姫の伝説」においては影が薄い。
フィオル・キセルメル・ハルヴァン
「ひとつめの嘘」（ソルトレージュ）の魔法書の代役。不死者。
「ジネット姫の伝説」において魔女として語られる名が記録されていない姉姫その人であり、ジネットの姉。
レオネル・グラント
「ジネット姫の伝説」において、残更の騎士（ナイト・オブ・デイブレイク）の名で真の騎士として称えられる男。
その伝説で語られる高潔さとは裏腹に、残虐で狡猾な人間。
不死者の一人。「鉛人形の王」（アンペール）の魔法書の代役。
ライア・パージェリー
赤いスーツに身を包む、赤毛の女。学術院の司書。
魔法書「金狼の住処」（オンブラージュ）を持つ、とても優秀な魔書使い（グリモア・ハンドラ）。
その正体は、リュカの村で大火災に巻き込まれ死んだはずのリュカの姉クローディア・エルモント。
アルベール・エルモント
学術院の上等司書官。冴えない風貌の中年男性。リュカとクローディアの保護者で、二人の叔父に当たる。
魔法使いたちの世界に足を踏み込んでいるが、本人はいたって普通の人間。

## 既刊一覧
- 枯野瑛（著）・得能正太郎（イラスト）、富士見書房〈富士見ファンタジア文庫〉、全5巻
  - 『銀月のソルトレージュ ひとつめの虚言』、2006年11月18日発売[1]、ISBN 4-8291-1877-6
  - 『銀月のソルトレージュ2 金狼の住処』、2007年3月20日発売[2]、ISBN 978-4-8291-1914-3
  - 『銀月のソルトレージュ3 琥珀の画廊』、2007年8月20日発売[3]、ISBN 978-4-8291-1952-5
  - 『銀月のソルトレージュ4 扉なき仮宿』、2007年12月20日発売[4]、ISBN 978-4-8291-1990-7
  - 『銀月のソルトレージュ5 針のように細い銀の月』、2008年4月19日発売[5]、ISBN 978-4-8291-3282-1